# 牛腦海綿狀病變
牛海绵状脑病（英語：Bovine spongiform encephalopathy），俗稱瘋牛症、疯牛病或狂牛症（Mad cow disease），是由传染因子引起，屬於牛的一种进行性神经系统的传染性疾病，此疾病是一種傳染性海綿狀腦病。该病的主要特征是牛脑发生海绵状病变，并伴随大脑功能退化，临床表现为神经错乱、运动失调、痴呆和死亡。
这种疾病据信是由于朊毒體（prion）引起的，并且可以通过喂食含有疾病的动物骨粉传播。如果食用带有疯牛症的牛腦或其結締組織，則有可能感染变种克雅二氏病（vCJD），這是人类中的朊毒體疾病之一。另一种在麝鹿中发现的相关的疾病包括慢性萎缩病。1996年3月20日，英国首次官方证实了瘋牛症病例。

## 起源

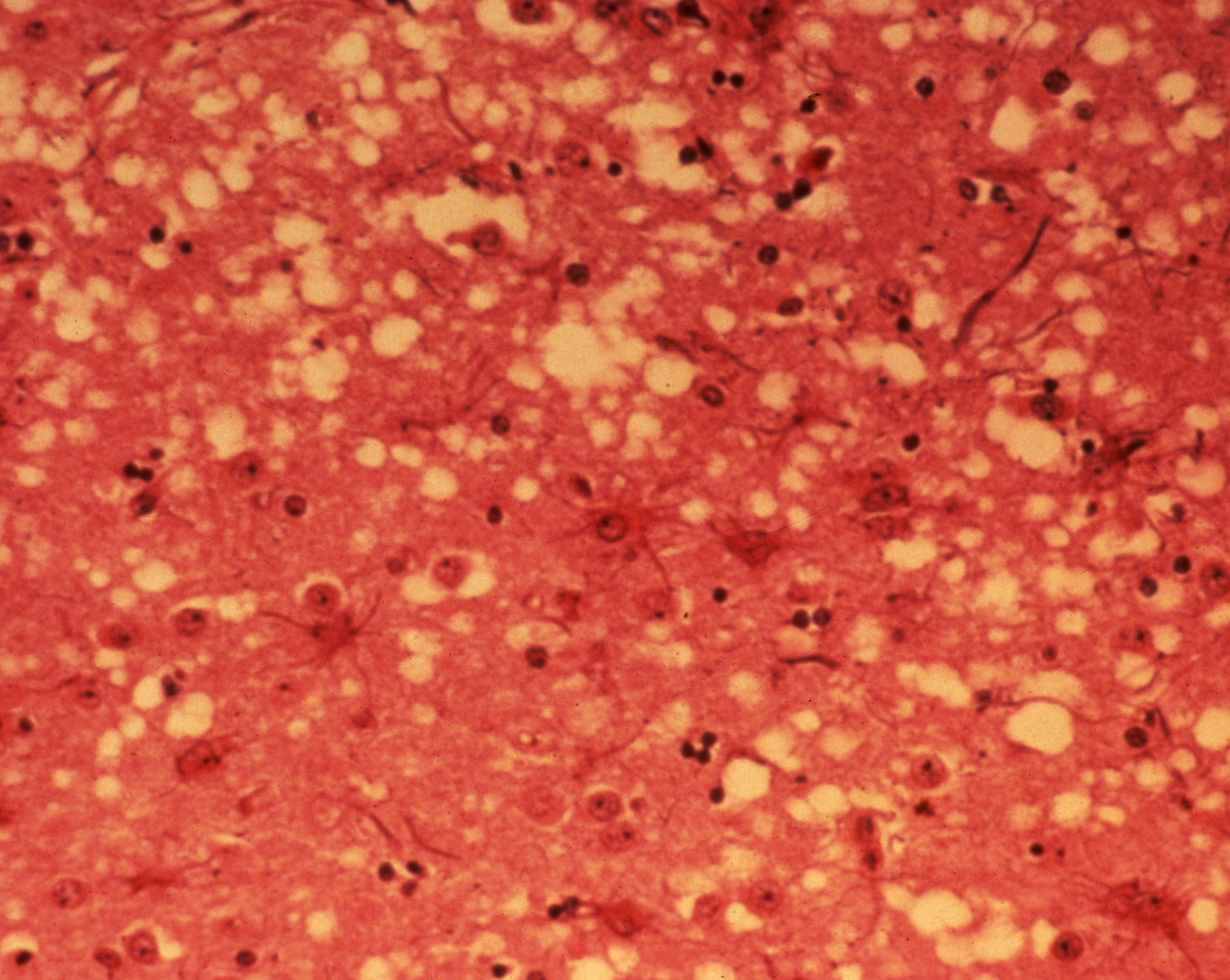
狂牛病病牛脑组织切片上的「海綿狀」結構， 顯示出該病牛的腦組織明顯出現「空洞化」病變（来源：APHIS）

牛是草食動物，但一些畜牧業者为了提高生產效率（如補充蛋白質攝取、平衡必需氨基酸），會將其它動物的肉和骨头混合，製成肉骨粉加入饲料中，而當中可能含有病死動物。病死動物若包含因搔癢症而淘汰的動物，其病原體與狂牛症同為朊毒體，帶病原體肉骨粉污染了飼料後，牛隻長期食用就可能感染狂牛症。通常小牛需要長期食用受污染飼料才會發病，極難由母牛垂直傳染，所以檢疫上一般30個月以下的小牛不用檢查狂牛症。
朊毒體只是一個蛋白質，生物體內免疫機制無法區分它和一般蛋白質的差別，又會累積在生物體內，當累積多了就會發病。類似的病還有羊搔癢症、狂鹿症、人類的庫賈氏病等等。其結構相當穩定，即使經過高溫處理，也幾乎不會變質。

## 潛伏期
因為目前無法得知動物何時受到感染，所以在野外受感染的牛隻之潛伏期並不明確。流行病學分析發現大部分的牛在3.5歲到5歲之間出現臨床疾病，因此推測潛伏期大約是3.5至5年。

## 各國疫情及政策
- 1996年3月20日，英國政府承認出現疯牛病病例，且證實和人類「感染性海綿狀腦病（Transmissible spongiform encephalopathies）」有關（即「疯牛病事件」），旋即造成歐洲、亞洲、非洲眾多國家的恐慌，並開始全面停止進口英國牛肉及相關產品，使英國農牧業受到一定程度的打擊。除了影響英國及英國牛肉的主要進口國外，對不進口或是較少進口英國牛肉的國家或地區也有一定衝擊。在英国发现的疯牛病病例佔全球的95%以上。[3][4][5][6][7][8]
- 2001年9月11日，日本發現首宗疯牛病病例，使得日本牛肉（包括以肉質柔嫩聞名的松阪牛肉、神戶牛肉）被迫停止出口，對日本農牧業造成一定的衝擊。
- 2003年12月23日，美國先前已被外界警告「符合疯牛病爆發一切條件、只待時機早晚」，也證實出現首宗狂牛症病例。由於美國是世界牛肉出口大國，在此事件爆發後大受打擊。加拿大亦於同年出現狂牛症疫情。
- 2005年，日本、大韓民國、台湾等陸續准許有條件開放進口。即使政府強調進口之肉品安全無虞，然而各國消費者不信任疫區牛肉品質，使得肉品滯銷。
  - 台湾：2005年4月，開放三十個月以下的不帶骨牛肉。同年7月一度停止；2006年1月24日凌晨再度開放。
  - 日本：2005年12月，政府開放美國牛肉，又於六週後（2006年1月20日）收回政策，但同年7月27日再度恢復進口。
  - 韓國：2006年10月31日，有條件開放進口，但國內仍有呼籲「恢復停止美國牛肉進口」的聲音。
- 澳洲及紐西蘭因從未發生狂牛症病例而受惠，受到牛肉消費國的歡迎；尤其兩國牛肉順利吃下早年美國牛肉進口大宗國因為禁運美國牛肉而留下的市佔率缺口，即使美國牛肉在部分國家重新開放後，仍無法撼動其市佔率，成為狂牛症風暴中少數受惠的牛肉生產國。
- 2006年11月，北愛爾蘭錯誤地將一頭未經檢疫的牛隻（該牛隻為54個月大，而當地安全銷售守則規定只有30個月大或以下的牛隻毋須檢驗）混入其他牛肉製品當中，並輸往英國、意大利及西班牙，因而引起連串風波而全面回收牛肉[9]。
- 2006年11月13日，日本發現第30宗疯牛病個案。北海道千歲市一頭乳牛有可能因為進食含反芻動物的肉骨粉飼料而受感染[10]。
- 2006年11月16日，荷蘭衛生與環境部的發言人指一名男孩在兩星期前感染新型變種克雅二氏症（vCJD）死亡，成為該國第二宗感染瘋牛症死者[11]。
- 2021年9月，巴西出現瘋牛病病例[12]。
- 2023年2月，巴西農業部公布在北部帕拉州農場發現一隻九歲大的公牛感染瘋牛症，多國暫停入口巴西或該州牛肉。經過個多星期的調查分析，當局確認這宗個案是屬於非典型瘋牛症病例，而受感染的牛隻已被撲殺。[13]

## 牛肉部位的風險
食用牛肉及相關產品受感染的風險會因食用部分不同而有差異。最安全的是不帶骨牛肉(純肉部位)，最高風險的部分是腦組織（含三叉神經節）、脊髓、背脊神經節、迴腸末段、扁桃腺和眼球。
台大公衛學院吳焜裕教授的分析報告指出，各部分的推估風險依序為：不帶骨牛肉＜帶骨牛肉＜牛內臟（扣除最高風險部分）＜牛絞肉＜最高風險部分
牛絞肉被認為是高風險的原因是因為，牛絞肉在美國每次大概用一萬磅的肉去絞碎，肉的量大、來源又不見得完全清楚。